# Deutsche Fachwerkstraße

Logo Deutsche Fachwerkstraße

Die 1990 ins Leben gerufene Deutsche Fachwerkstraße ist eine Ferien- und Kulturstraße und erstreckt sich von der Elbe im Norden über die Oberlausitz im östlichen Sachsen bis zum Bodensee im Süden Deutschlands. Die Deutsche Fachwerkstraße zählt zur Arbeitsgemeinschaft Deutsche Fachwerkstädte e. V. mit Sitz in Fulda.

## Geschichte
Die Muttergesellschaft der Deutschen Fachwerkstraße, die ARGE Deutsche Fachwerkstädte e. V. (ADF), wurde 1975 gegründet. Das Ziel der Straße ist es gemäß § 2 der Geschäftsordnung der Arbeitsgruppe Deutsche Fachwerkstraße, dass „Mit der Deutschen Fachwerkstraße […] das kulturelle Erbe des Fachwerks einer großen Öffentlichkeit bekannt gemacht und so der Tourismus in den Mitgliedsstädten und Gemeinden gefördert werden“ soll. Dieses Ziel soll durch
- die Entwicklung und Umsetzung eines Marketingkonzeptes,
- die Beratung und Unterstützung der Mitglieder in den Regionalstrecken und deren Gäste,
- die Koordinierung der Aktivitäten der Mitglieder sowie
- die Durchführung von zentralen Marketingmaßnahmen.[2]

Um das Wissen über das kulturelle Erbe der Mitgliedsstädte und -gemeinden des ADF dem kulturell interessierten Reisenden zugänglich zu machen, wurde 1990 die Deutsche Fachwerkstraße ins Leben gerufen. Seitdem haben sich 121 Fachwerkstädte zusammengeschlossen, um gemeinsam die Ziele der ADF zu verfolgen. Es hat aber auch Austritte aus der ARGE Deutsche Fachwerkstädte e. V. gegeben. In solchen Fällen wird der Name der Stadt auf der Routenkarte gelöscht; bei Bedarf wird auch die Routenverlauf geändert.

## Zweck der Straße
Regionale Tourismusverbände ergänzen den oben von der ARGE Deutsche Fachwerkstädte e. V. genannten Zweck der Werbung für die jeweilige Mitgliedsstadt durch weitere Zwecke. So erwarten z. B. laut der Haßberge Tourismus e.V „den Gast […] kulinarische Genüsse an der Schnittstelle von Wein- und Bierfranken: Erlesene Weine und einzigartige Biere in historischem Ambiente – das macht die Regionalstrecke Franken aus.“

## Verlauf
Die Deutsche Fachwerkstraße führt zu Mitgliedsstädten und -gemeinden der ADF und weist seit 2021 acht Teilstrecken aus, die die Länder Niedersachsen, Sachsen-Anhalt, Sachsen, Hessen, Thüringen, Bayern und Baden-Württemberg berühren. Die gesamte Streckenlänge beträgt rund 3.900 Kilometer.

## Sehenswürdigkeiten
Die Deutsche Fachwerkstraße verbindet eine große Zahl unterschiedlichster Landschaften mit historischen Städten und restaurierten Denkmälern. Kurbäder und Festspielorte wechseln sich mit Naturparks ab.
An der deutschen Fachwerkstraße liegen außer Fachwerkhäusern weitere Sehenswürdigkeiten, darunter Deutschlands ältester nördlichster Weinberg, die größte „Weihnachtskerze“ der Welt, die Wiege der deutschen Damast- und Frottierindustrie sowie Deutschlands einziges Elfenbeinmuseum.

## Regionalstrecken

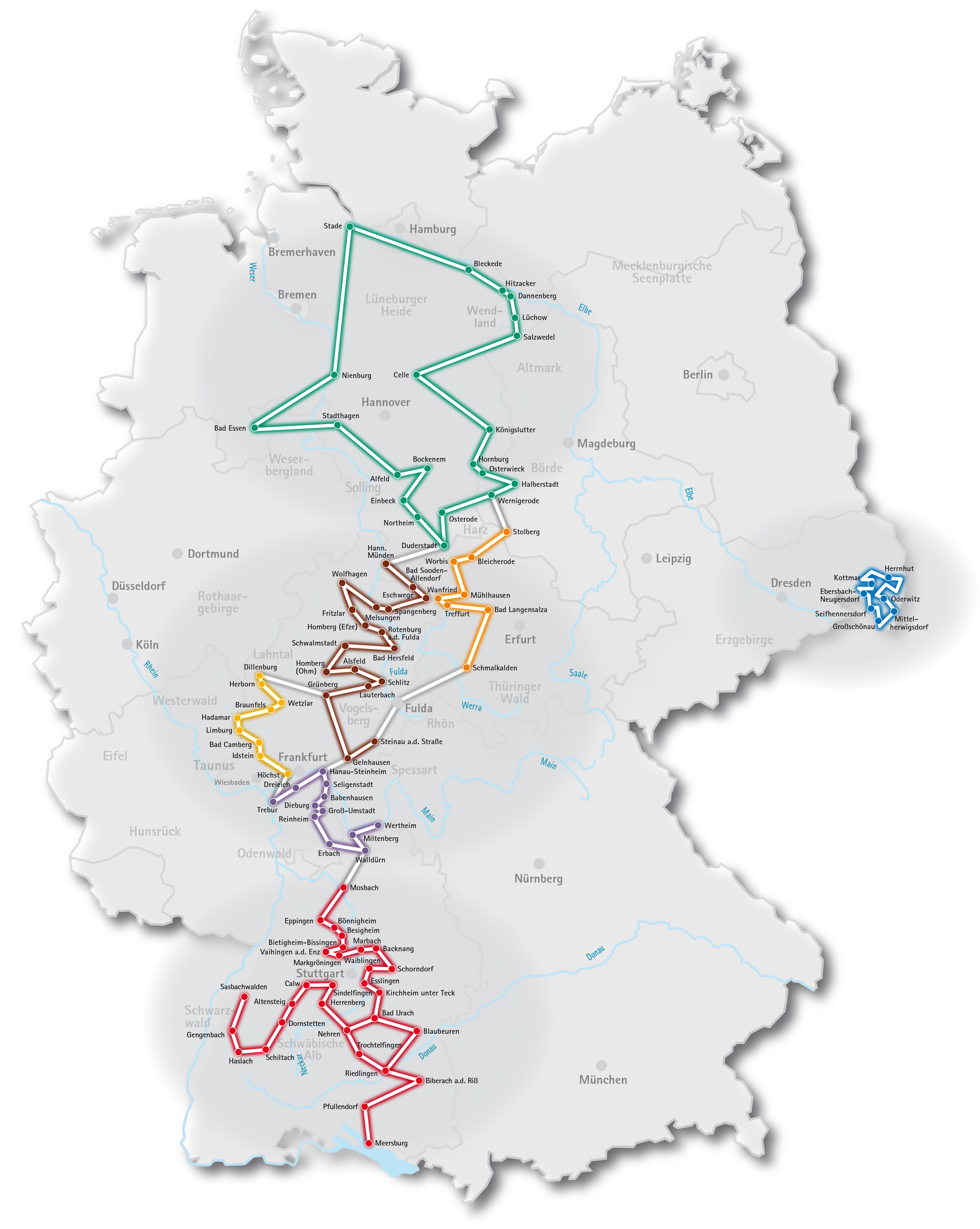
Gesamtübersicht der Deutschen Fachwerkstraße (Stand 2016)

Die Deutsche Fachwerkstraße ist in folgende acht Regionalstrecken unterteilt:
- Von der Elbe zum Harz (grüne Routen):

Nienburg/Weser – Bad Essen – Stadthagen – Alfeld (Leine) – Bockenem – Einbeck – Northeim – Duderstadt – Osterode am Harz – Wernigerode – Quedlinburg – Halberstadt – Osterwieck – Hornburg – Königslutter – Celle – Salzwedel – Lüchow – Dannenberg (Elbe) – Hitzacker (Elbe) – Bleckede.
- Vom Weserbergland über Nordhessen zum Vogelsberg und Spessart (braune Route):

Hann. Münden – Bad Sooden-Allendorf – Eschwege  – Spangenberg – Melsungen – Wolfhagen  – Fritzlar – Homberg (Efze) – Rotenburg an der Fulda – Bad Hersfeld – Schwalmstadt – Homberg (Ohm) – Alsfeld – Schlitz – Lauterbach – Grünberg  – Steinau an der Straße.
- Vom Harz zum Thüringer Wald (orange Route):

Stolberg – Bleicherode – Leinefelde-Worbis – Mühlhausen – Bad Langensalza – Wanfried – Treffurt – Schmalkalden.
- Oberlausitzer Umgebindehausstraße (blaue Route):

Ebersbach-Neugersdorf – Seifhennersdorf – Großschönau – Mittelherwigsdorf – Oderwitz – Herrnhut – Kottmar.
- Vom Westerwald über Lahntal und Taunus zum Main (gelbe Route):

Dillenburg – Herborn – Wetzlar – Braunfels – Limburg – Montabaur – Bad Camberg – Idstein – Neu-Anspach – Höchst.
- Vom Rhein zum Main und Odenwald (lila Route):

Trebur – Dreieich – Hanau-Steinheim – Seligenstadt – Babenhausen – Dieburg – Groß-Umstadt – Reinheim – Michelstadt – Walldürn – Miltenberg – Wertheim.
- Vom Neckar zum Schwarzwald und Bodensee (rote Route):

Ladenburg – Eberbach – Mosbach – Eppingen – Bönnigheim – Besigheim – Bietigheim-Bissingen – Vaihingen an der Enz – Markgröningen – Marbach am Neckar – Backnang – Schorndorf – Waiblingen – Kirchheim unter Teck – Bad Urach
Hier teilt sich die Route in einen westlichen Teil Richtung Schwarzwald und einen südlichen Teil Richtung Bodensee.
West: von Bad Urach weiter nach Trochtelfingen – Nehren – Herrenberg – Sindelfingen – Calw – Neubulach – Altensteig – Dornstetten – Schiltach – Haslach – Gengenbach – Sasbachwalden;
Süd: von Bad Urach weiter nach Blaubeuren – Riedlingen – Biberach an der Riß – Pfullendorf – Meersburg.
- Franken – Genuss mit Wein und Bier (weinrote Route):

Ochsenfurt – Marktbreit – Bad Windsheim – Markt Cadolzburg – Herzogenaurach – Baunach – Ebern – Untermerzbach – Markt Marktzeuln – Seßlach – Heldburg – Markt Stadtlauringen – Hofheim in Unterfranken – Königsberg in Bayern – Haßfurt – Zeil am Main.

## Radfernwege
Für Radfahrer gibt es diverse Radtouren – die sich auf ca. 3.500 km summieren – an den Regionalstrecken.
- Von der Elbe zum Harz
- Oberlausitzer Umgebindehausstraße
- Vom Harz zum Thüringer Wald
- Vom Weserbergland über Nordhessen zum Vogelsberg und Spessart
- Vom Westerwald über Lahntal und Taunus zum Main
- Vom Rhein zum Main und Odenwald
- Vom Neckar zum Schwarzwald und Bodensee
Im Jahr 2011 wurde der Radweg Deutsche Fachwerkstraße eingeweiht,[8] welcher auf einer Länge von 560 Kilometern 24 von 28 Fachwerkstraßen-Städten in Baden-Württemberg miteinander verbindet.[9]

## Weitere Bilder

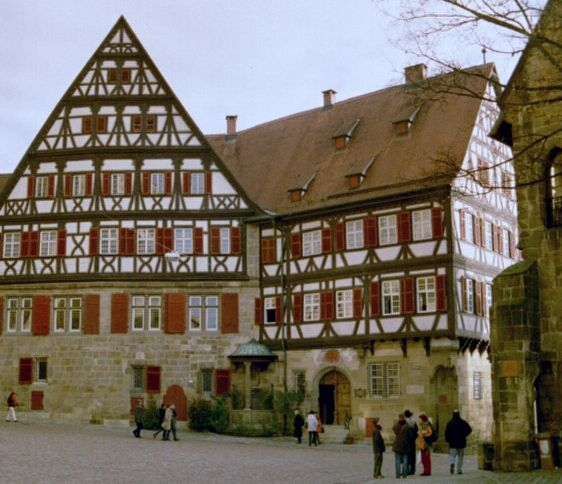
Speyrer Zehnthof in Esslingen am Neckar (Kesslerhaus)
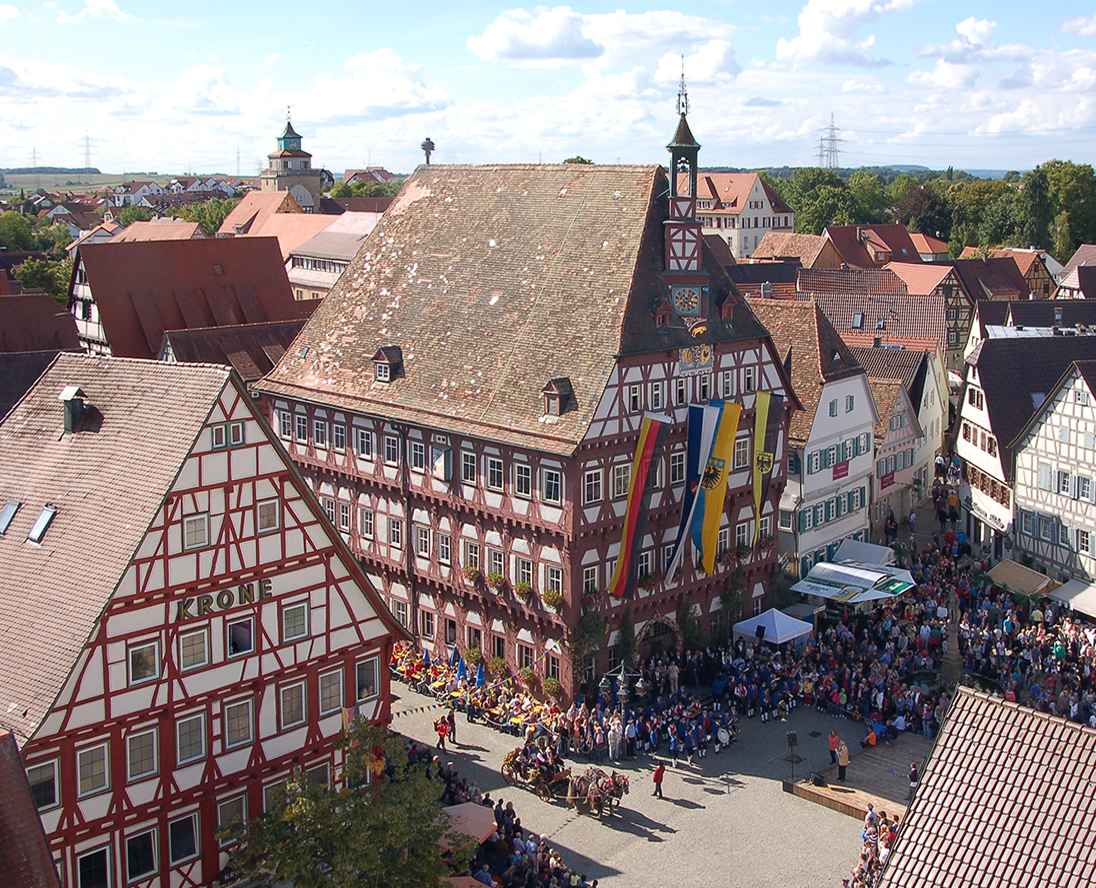
Krone, Rathaus und Herrenküferei in Markgröningen (15. Jh.)
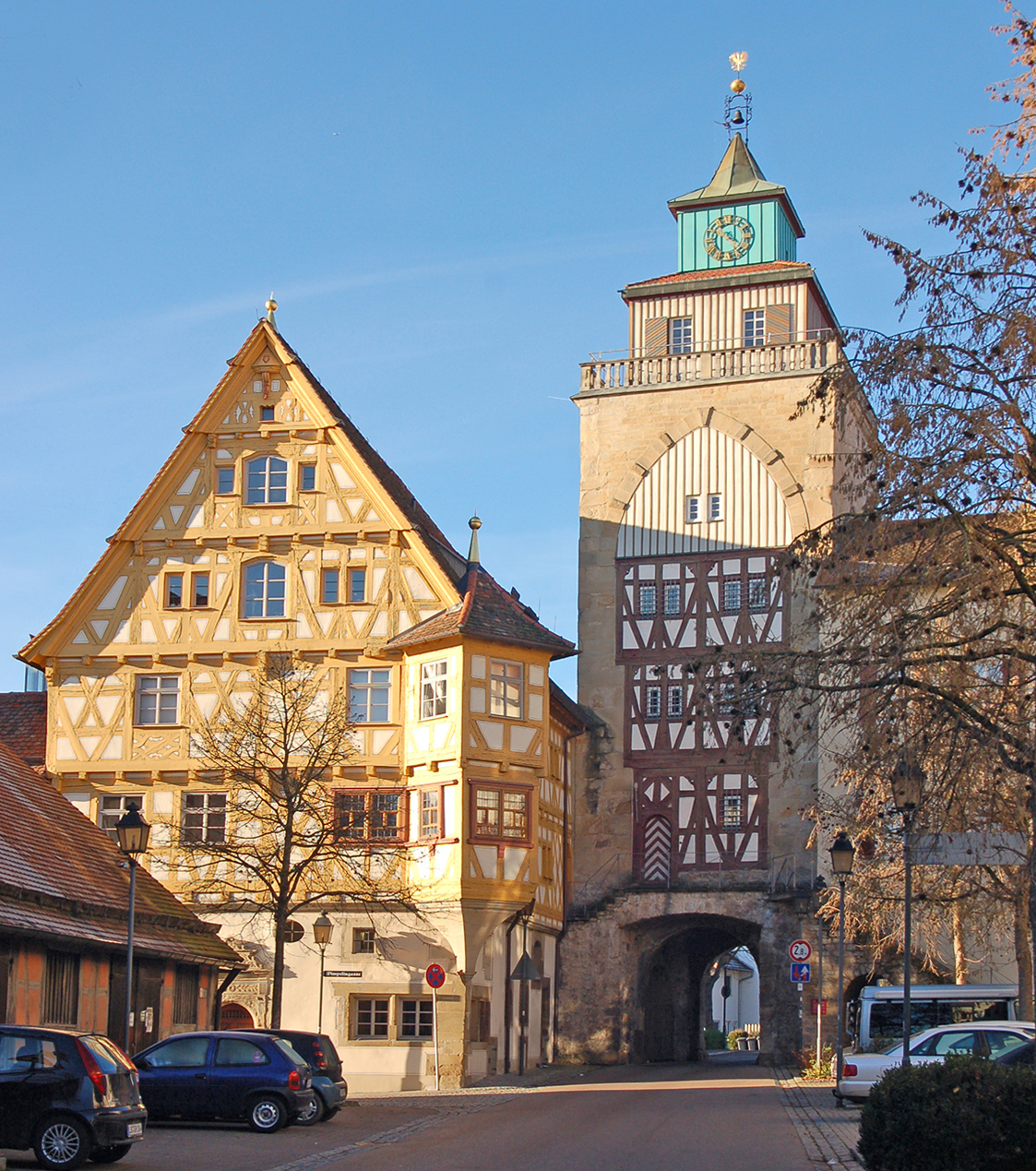
Wimpelinhaus (Museum) und Oberes Tor in Markgröningen (16. Jh.)
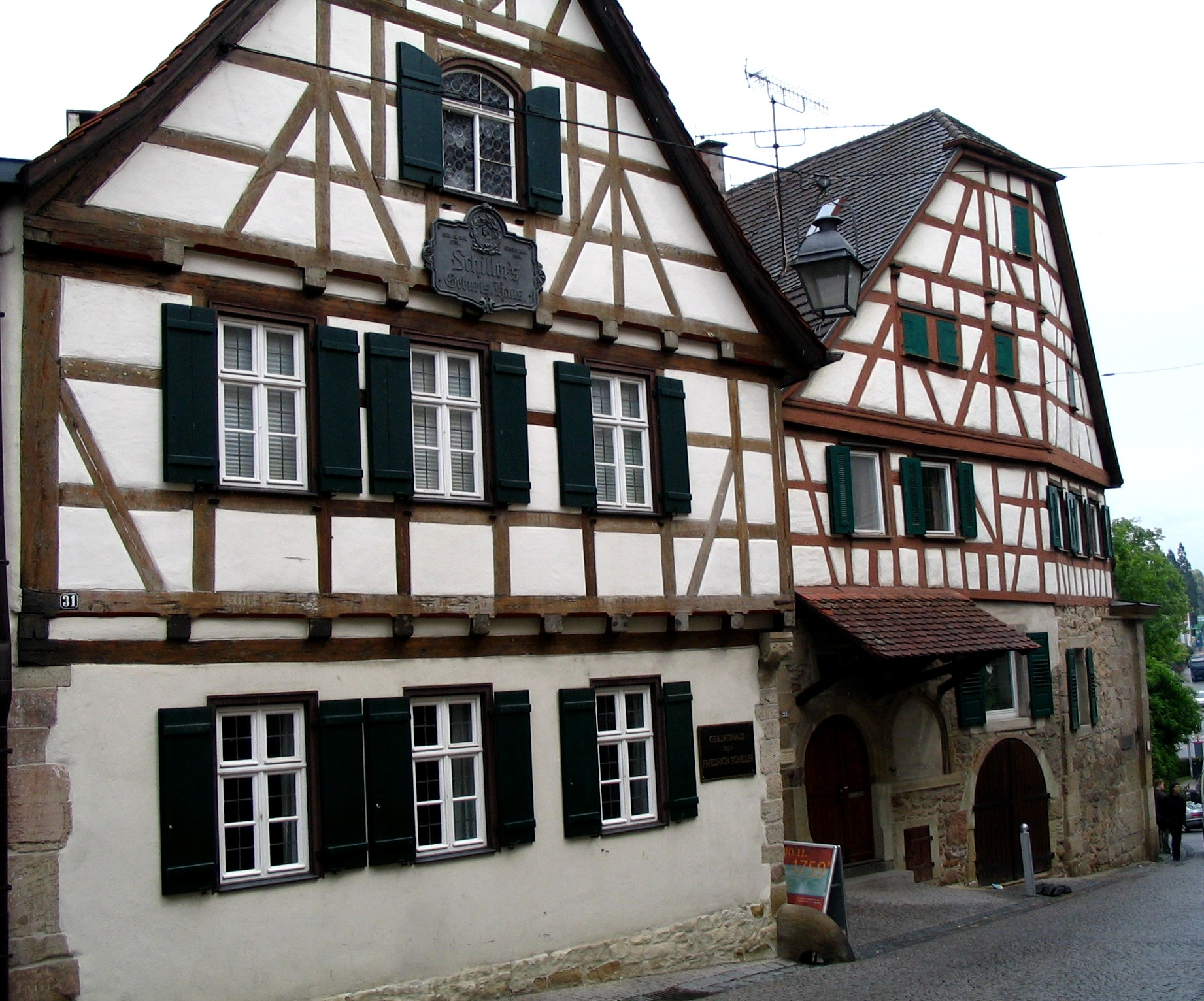
Schillers Geburtshaus in Marbach am Neckar
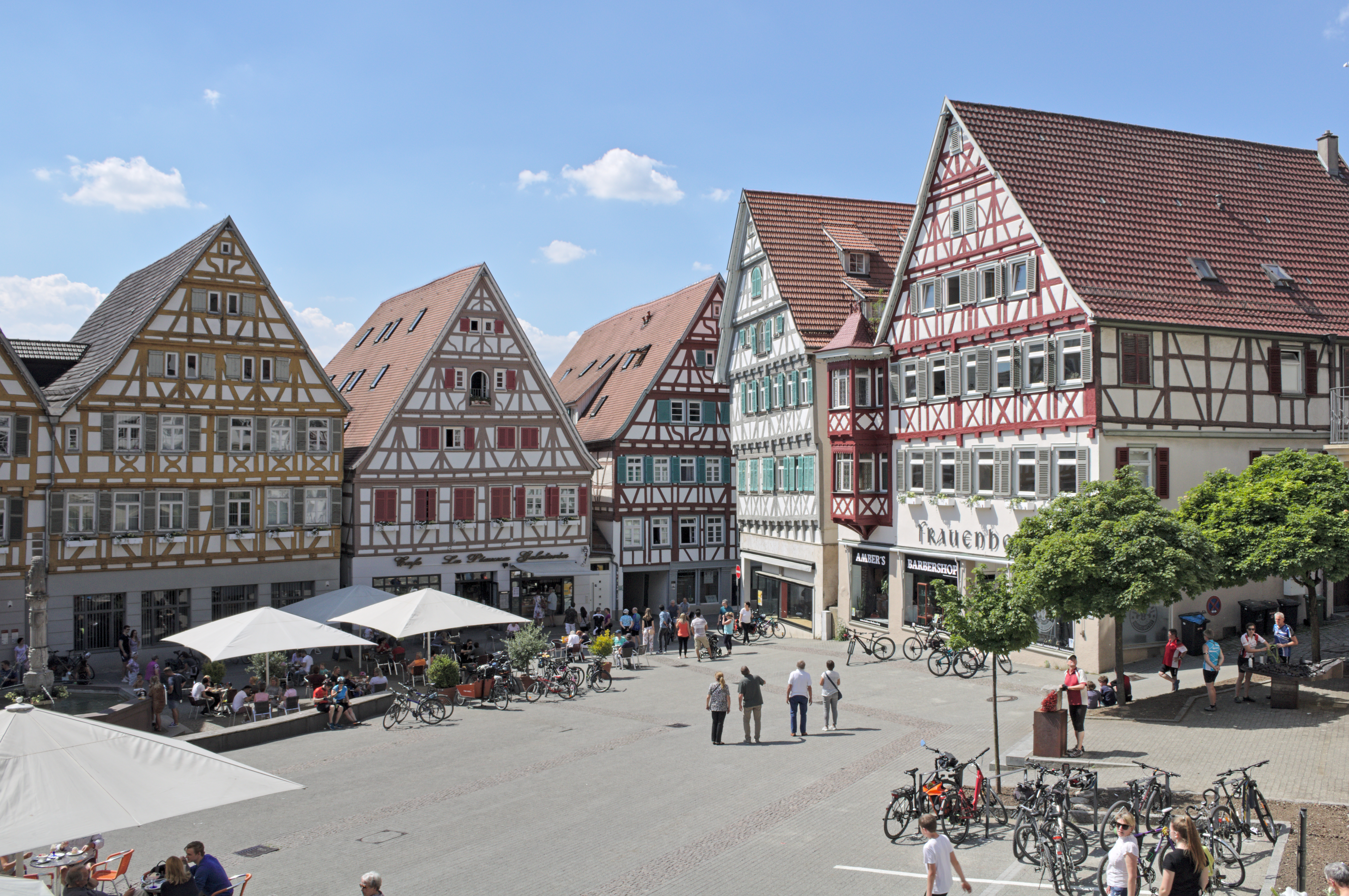
Marktplatz von Herrenberg
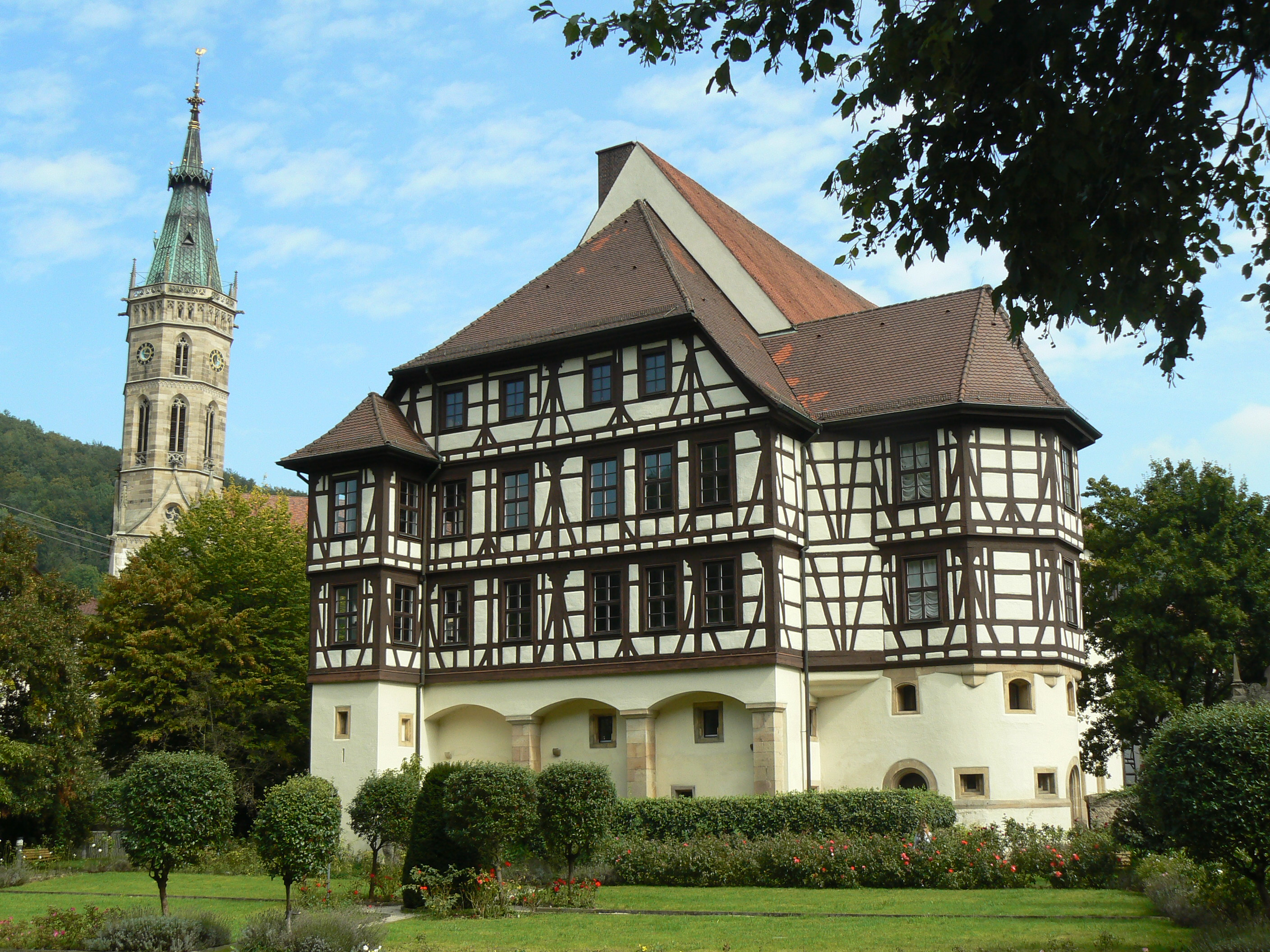
Württembergisches Residenzschloss in Urach (15. Jh.)
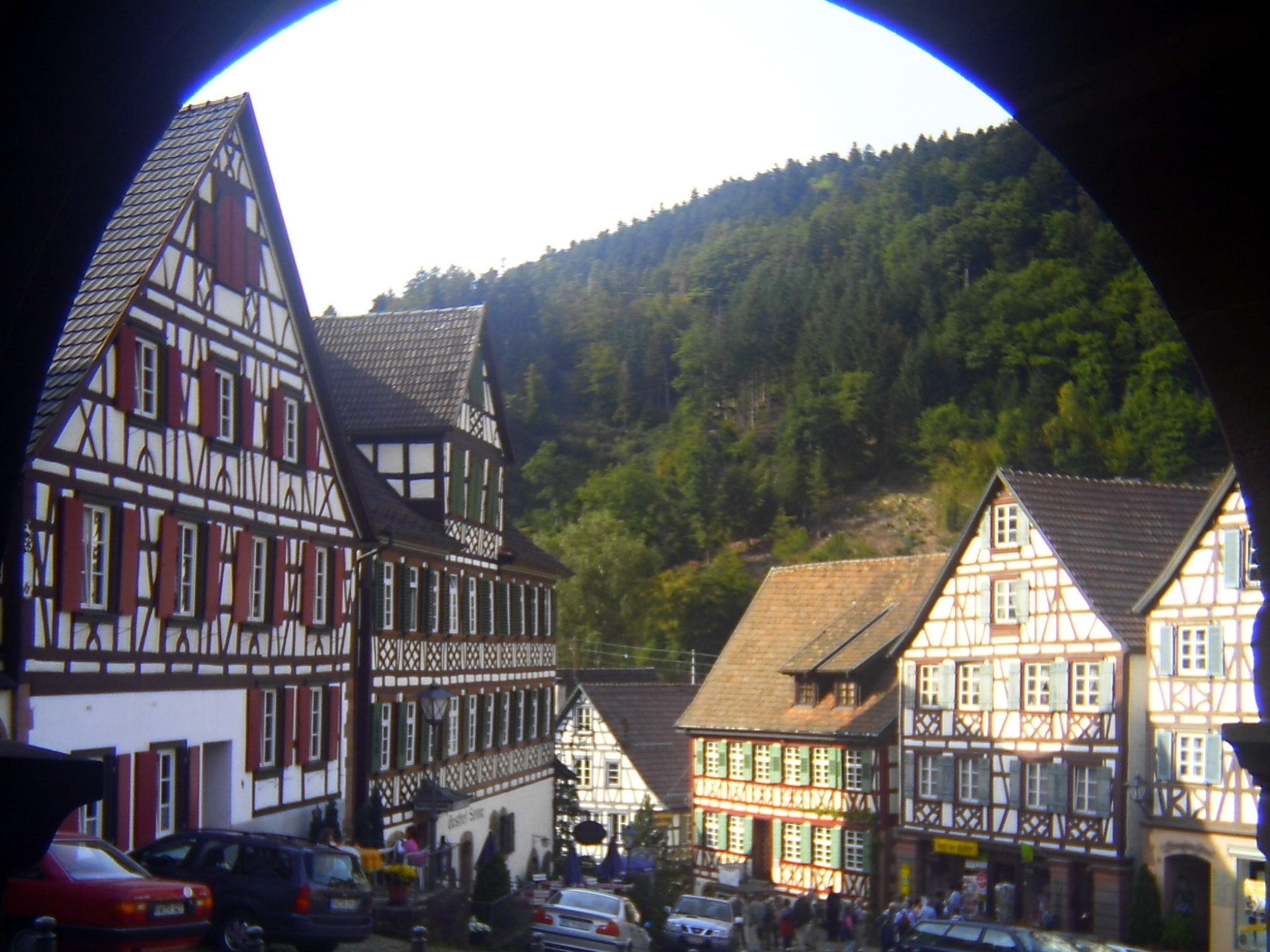
Marktplatz von Schiltach im Schwarzwald
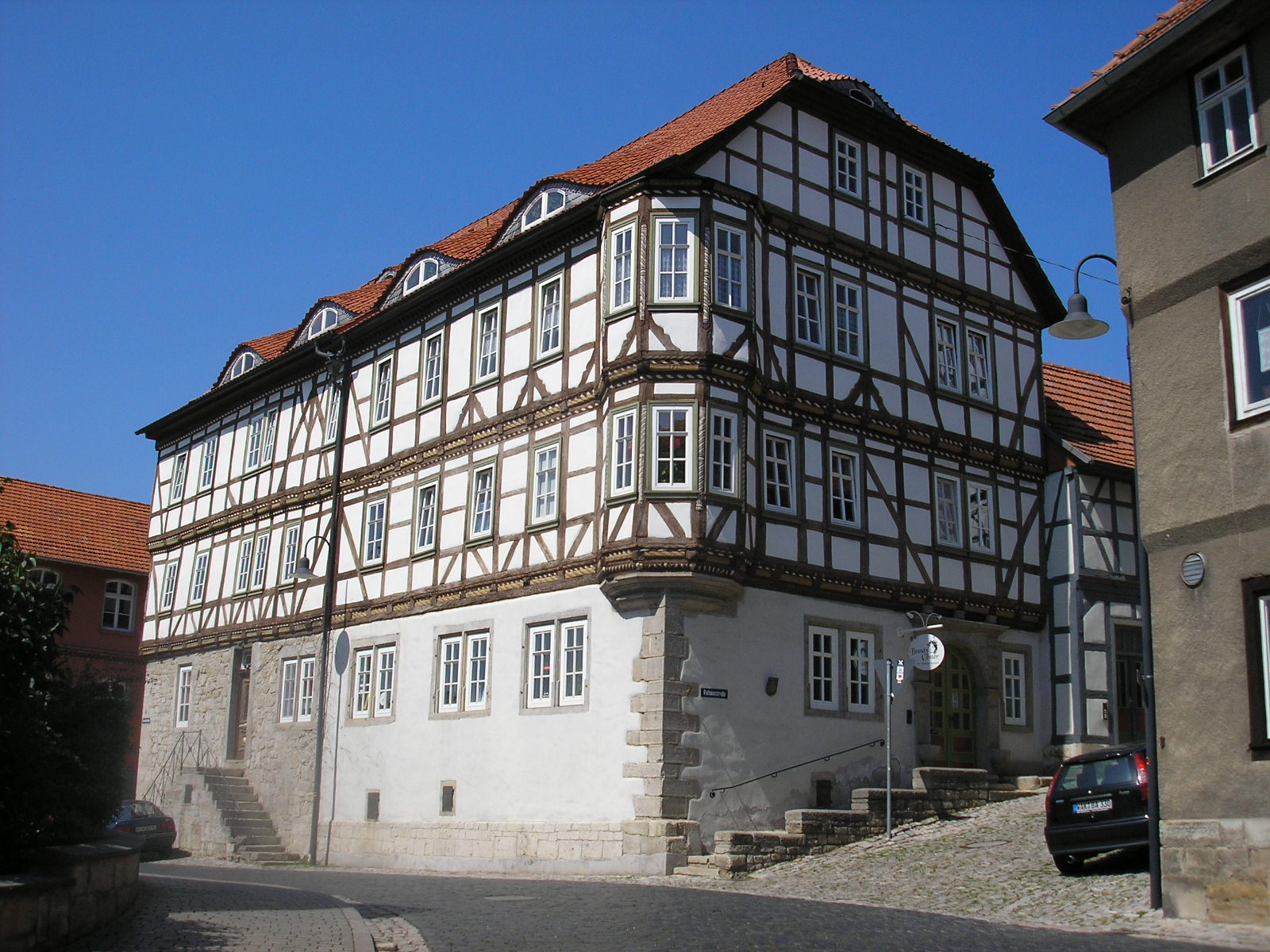
Ohrfeigenhaus, Treffurt
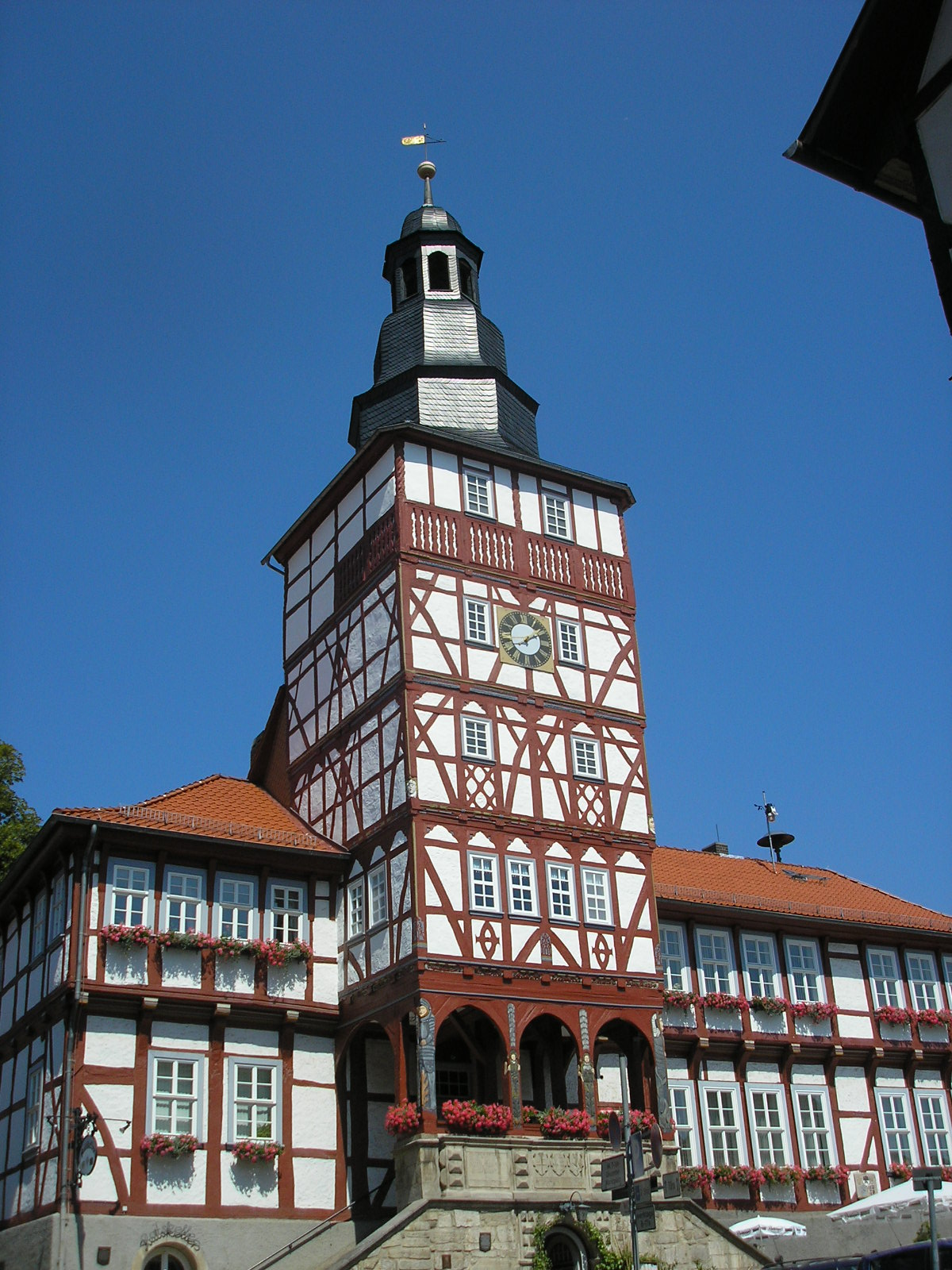
Rathaus, Treffurt
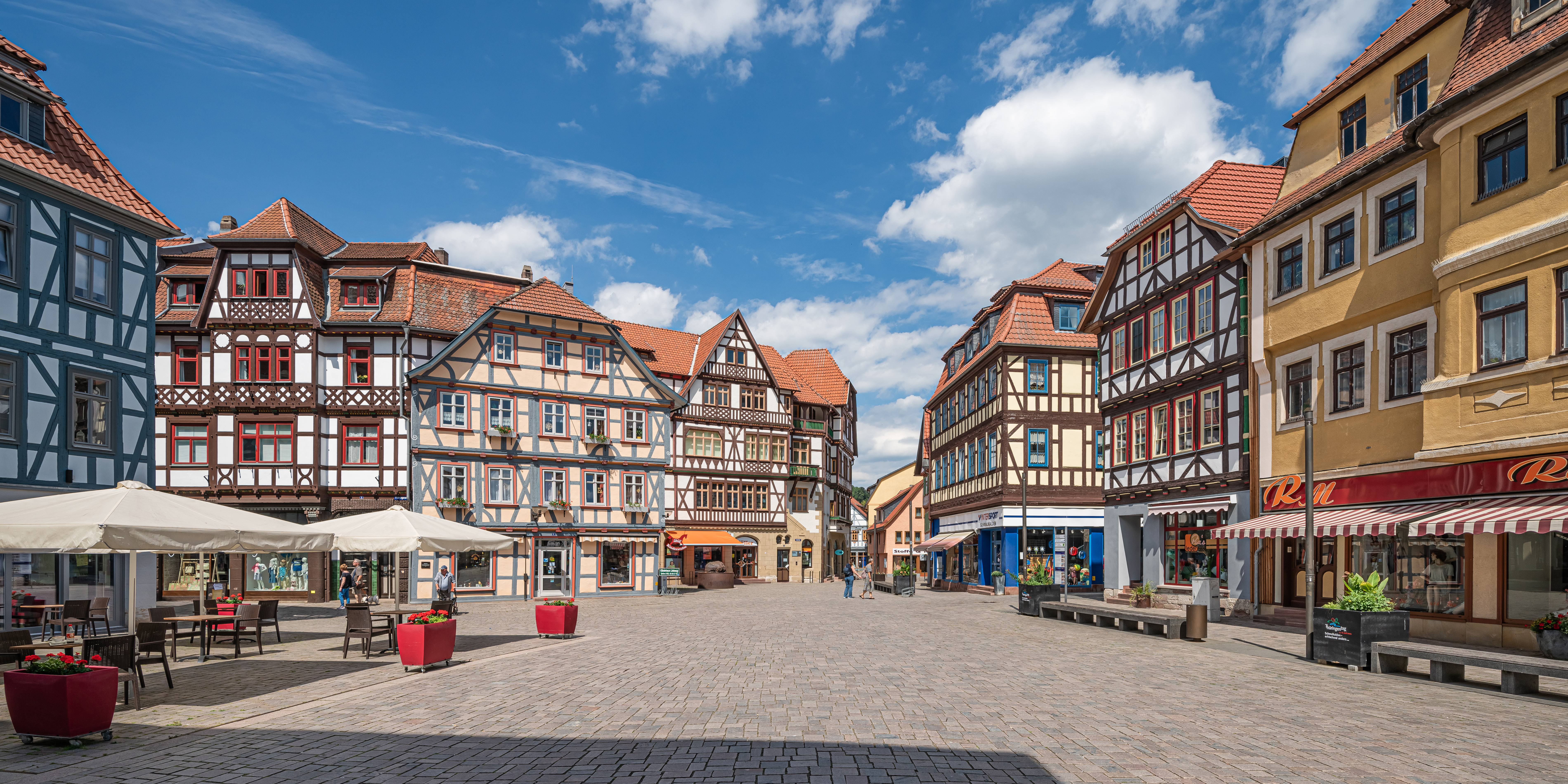
Salzbrücke in Schmalkalden
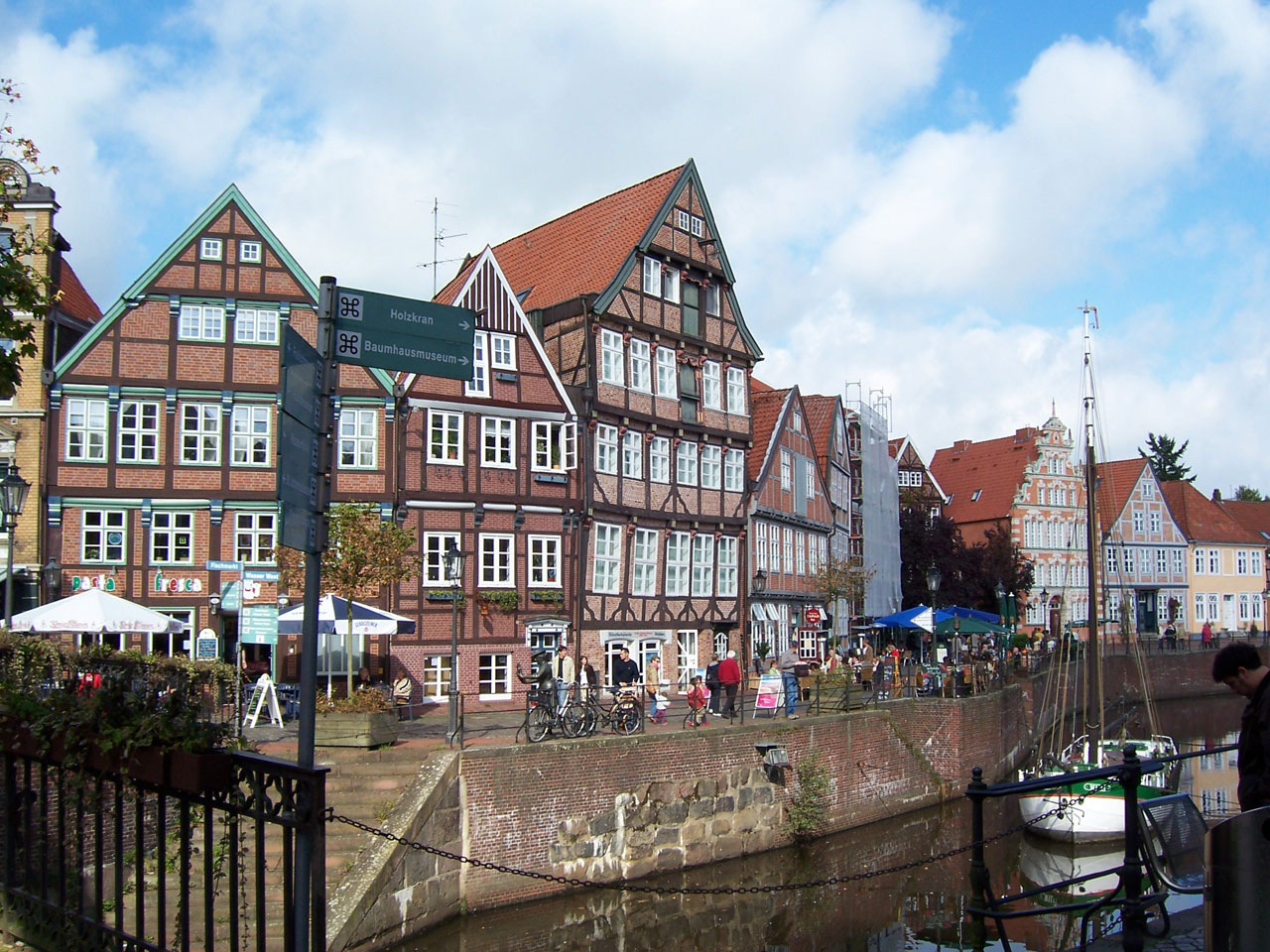
Fachwerkhäuser am Hansehafen in Stade
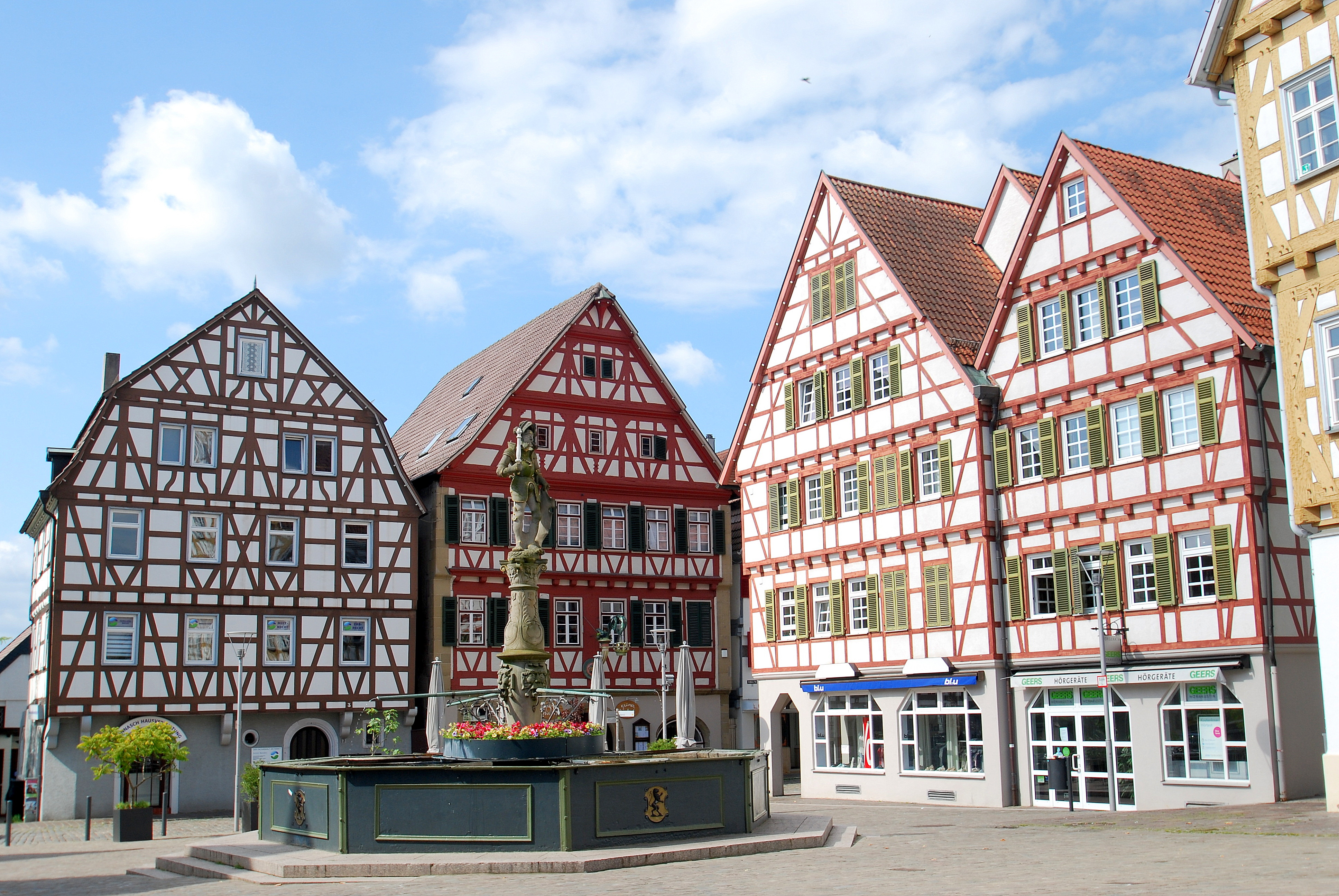
Fachwerkhäuser am Marktplatz von Leonberg
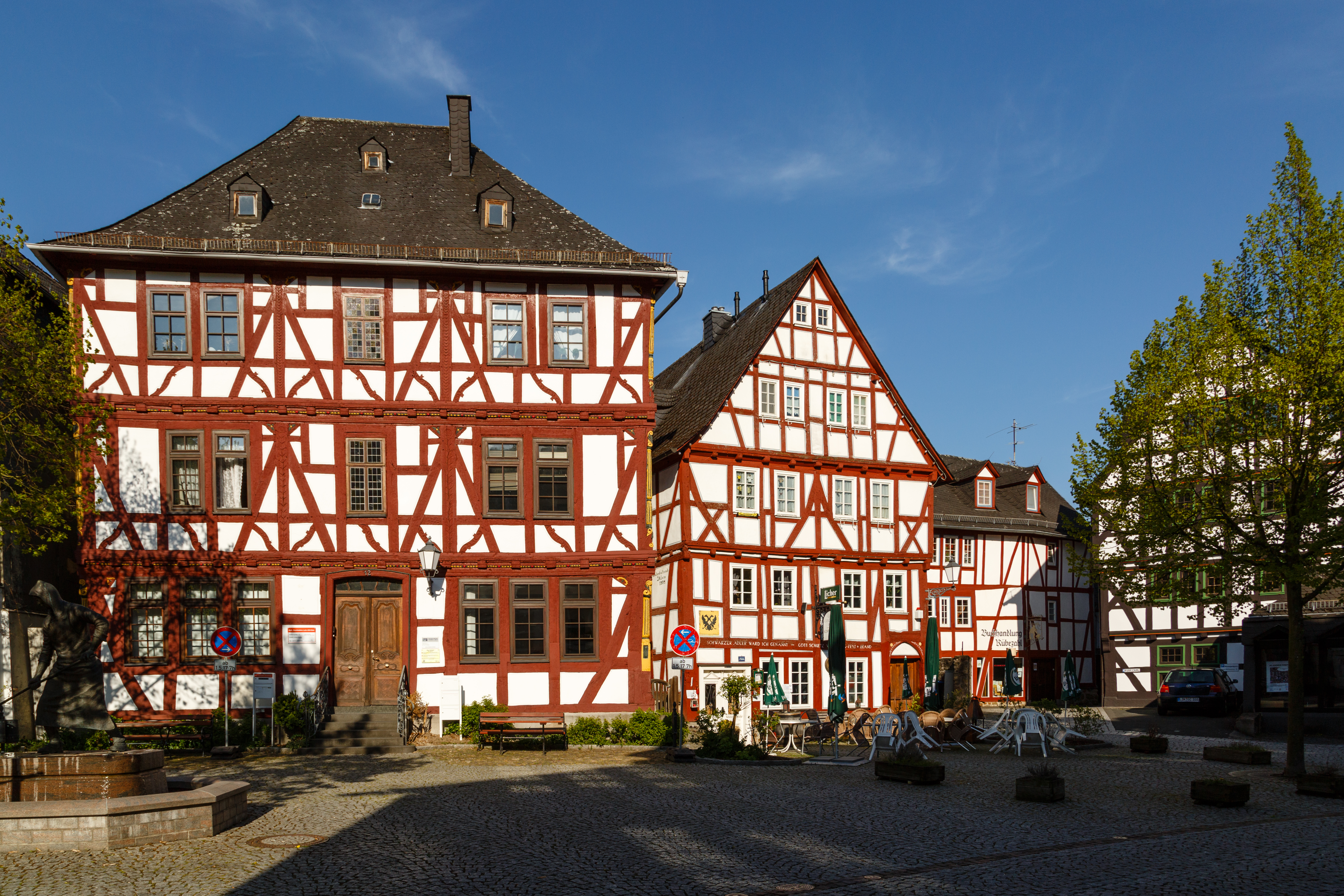
Fachwerkhäuser am Hüttenplatz in Dillenburg
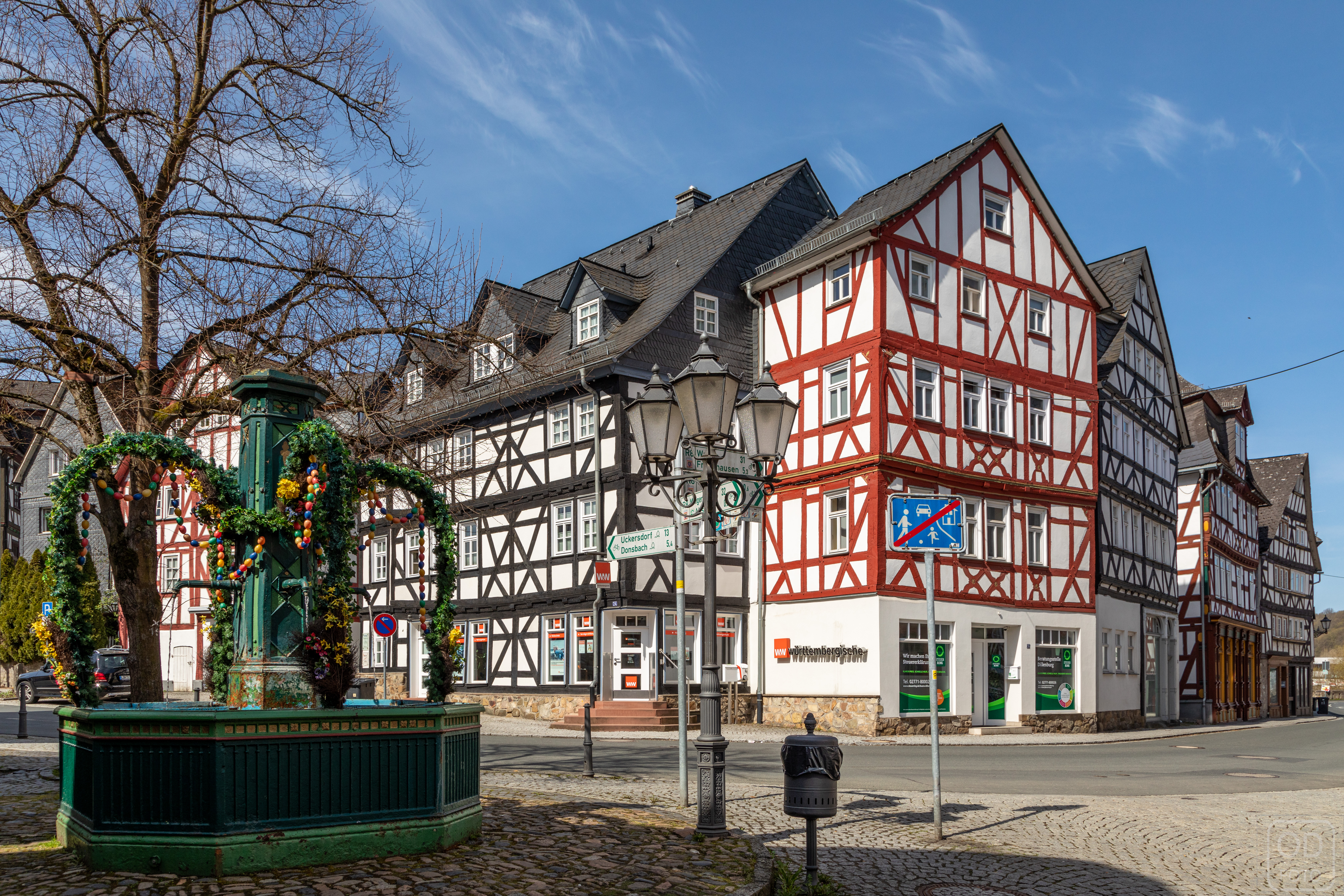
Fachwerkhäuser Ecke Hauptstraße / Marbachstraße in Dillenburg
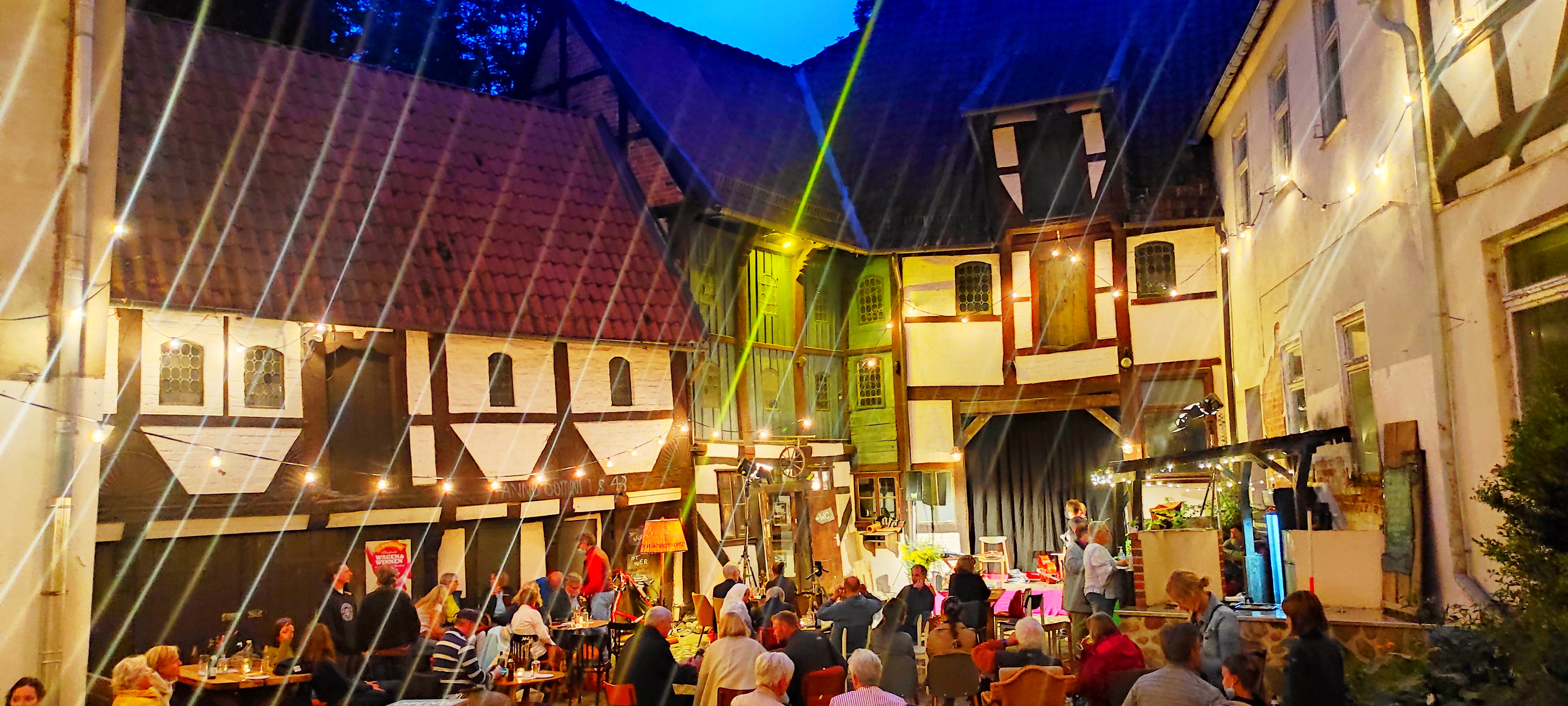
Der Bürgermeisterhof in Salzwedel
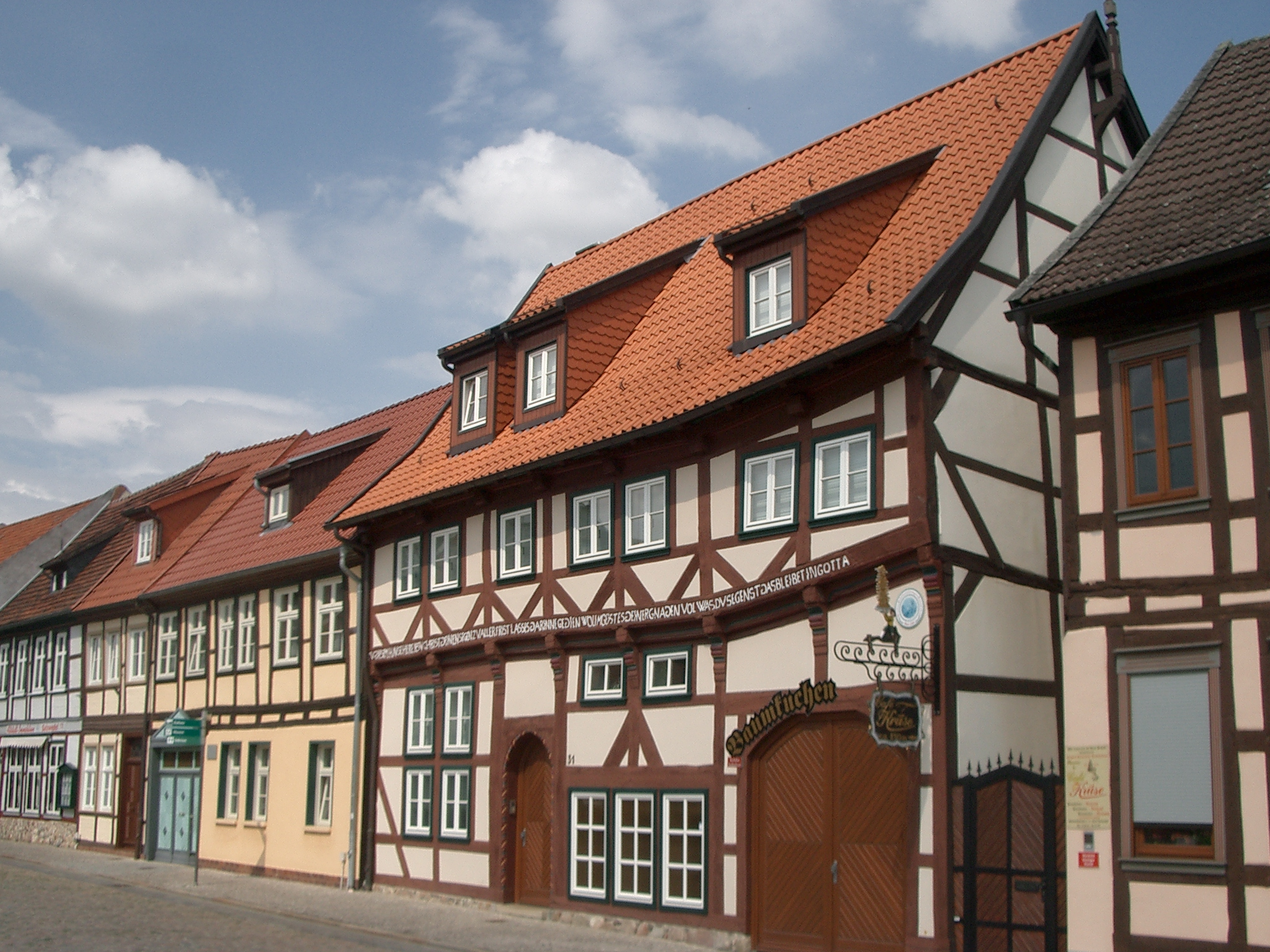
Fachwerkhäuser in Salzwedel